# Aaron Carter
Aaron Charles Carter (7 tháng 12 năm 1987 –  5 tháng 11 năm 2022)  là một nam ca sĩ, rapper, nhà soạn nhạc kiêm diễn viên người Mỹ, được mệnh danh là hoàng tử nhạc pop của làng nhạc thế giới, đồng thời là thần tượng tuổi teen của Mỹ vào cuối thập niên 90 và đầu thập niên 2000. Anh là nghệ sĩ trẻ tuổi nhất đạt được nhiều đĩa bạch kim  với hơn 75 triệu đĩa được bán ra trên toàn cầu, cùng nhiều bản hit đình đám nhưː I want candy, I'm all about you, Aaron's party (Come Get It), I ‘m gonna miss you forever, Crush on you, Crazy little party girl, Not too young not to old, That’s How I Beat Shaq, Bounce, 0h Aaron.... cùng với 5 album phòng thu đã được phát hành bao gồmː Aaron Carter (1997), Aaron's Party (Come Get It) (2000), Oh Aaron (2001), Another Earthquake! (2002) và Love (2018) .
Nối gót người anh trai, thành viên nổi tiếng nhất của ban nhạc Backstreet Boys là Nick Carter, Aaron Carter khởi đầu sự nghiệp khi mới lên 7 tuổi và nhanh chóng tạo được danh tiếng của mình sau khi phát hành album đầu tay mang tên chính mình Aaron Carter vào năm 1997 khi mới 9 tuổi, album bán được hơn 1 triệu bản chỉ trong vòng 1 tháng phát hành và đạt gần 10 triệu bản trên khắp thế giới. Album thứ hai là  Aaron's Party (Come Get It) (2000) bán được hơn 3 triệu bản chỉ riêng tại thị trường Mỹ, đạt được ba giải bạch kim và một đĩa vàng. Sau đó Carter cũng bắt đầu phủ sóng với tư cách khách mời trong nhiều show trên các kênh truyền hình nổi tiếng dành cho thanh thiếu niên như Nickelodeon, All That!, Disney Channel... và lưu diễn cùng Britney Spears và nhóm Backstreet Boys. Năm 2001, album phòng thu thứ 3 của anh là Oh Aaron được phát hành và cũng nhận được đĩa bạch kim. Năm 2002, anh phát hành album thứ 4, album cuối cùng trong suốt 15 năm qua, Another Earthquake! cũng tạo được tiếng vang trong cộng đồng người yêu nhạc trên toàn thế giới, năm  2003 anh ra mắt album tổng hợp những bản hit của mình Most Requested Hits. Năm 2014, anh đã phát hành một single mang tên "Ooh Wee" kết hợp với rapper Pat Solo. Đến năm 2016, anh phát hành single "Fool 's Gold". Đến năm 2018, anh chính thức phát hành album mang tên "Love". Album phòng thu thứ 6 của anh mang tên "Blacklisted" vẫn chưa ấn định được ngày phát hành chính thức sau khi anh qua đời.
Ngoài sự nghiệp âm nhạc lẫy lừng, Carter cũng xuất hiện trong các show truyền hình thực tế mà tiêu biểu như :loạt phim House of Carters phát sóng trên kênh E! do anh đồng sản xuất, hay Dancing with the Stars và tham gia đóng chính trong các vở nhạc kịch của sân khấu Broadway như Seussical (2001) (vai Jojo) và The Fantasticks (2011) (vai Matt), trình điễn tại nhiều thành phố trên khắp nước Mỹ.

## Đầu đời
Aaron Charles Carter sinh ngày 7 tháng 12 năm 1987,tại Tampa, thuộc tiểu bang Florida , nước Mỹ. Cha mẹ anh là bà Jane Elizabeth (nhũ danh Spaulding) và ông Robert Gene Carter (1952–2017), cha mẹ anh từng làm người quản lý cho anh khi còn nhỏ, cha anh từng là cựu binh của Mỹ, từng đi lính tại Sài Gòn Việt Nam Cộng Hòa trước năm 1975, sau này ông làm chủ một nhà dưỡng lão tại Mỹ và qua đời vào năm 2017, họ quản lý hết tài sản của anh kiếm được khi anh còn nhỏ. Anh trai của anh là Nick Carter , thành viên của ban nhạc Backstreet Boys, anh còn có ba người chị: Angel (1987) người chị sinh đôi với anh, làm nghề người mẫu, Bobbie Jean (BJ) sinh năm 1982 và Leslie Carter (1986–2012) đã qua đời. Gia đình của Carter có quê quán tại thị trấn Jamestown, bang New York, sau đó  chuyển đến định cư tại Tampa, thuộc bang Florida, cha mẹ anh ly dị vào năm 2003. Cha mẹ của Carter đã thông báo cho anh biết về việc hai người họ chính thức ly hôn 1 giờ đồng hồ trước khi anh phải quay tập phim tour quanh nhà trong chương trình Cribs của kênh MTV.
Thưở nhỏ, Carter từng học tại trường tiểu học Frank D. Miles và trường Ruskin School tại bang Florida, đến năm 7 tuổi do bận bịu với lịch trình đi tour nên cha mẹ anh quyết định mời gia sư đến dạy kèm riêng tại nhà, chỉ cần thi lên lớp chứ không đến trường như mọi đứa trẻ bình thường khác.
Năm bốn tuổi, Carter từng bị đuối nước khi tập bơi, các bác sĩ tuyên bố anh đã chết. Cha anh đã tới gần nhìn anh lần cuối. Trong khoảnh khắc xúc động, ông tiến hành hô hấp nhân tạo cho anh. Sau một hồi được sơ cứu, Carter đã ho và có thể thở trở lại.

## Sự nghiệp

### 1997–1999: thần đồng âm nhạc khởi đầu sự nghiệp với album đầu tay
Sinh ra trong gia đình yêu âm nhạc, Aaron Carter đã sớm bộc lộ năng khiếu âm nhạc từ khi còn rất nhỏ. Khi chỉ mới 7 tuổi, Carter đã bắt đầu theo đuổi con đường nghệ thuật khi trở thành ca sĩ chính của ban nhạc học đường mang tên Dead End. Tuy nhiên, ban nhạc trở nên mâu thuẫn khi Carter muốn đi theo con đường nhạc Pop, còn các thành viên khác lại thích Rock. Vì vậy, Carter đã phải rời ban nhạc vào hai năm sau đó. Sau đó, Carter ký hợp đồng gia nhập Backstreet Boys với tư cách người hỗ trợ của ban nhạc, và có anh trai Nick Carter cũng là thành viên của ban nhạc. Đến tháng 3 năm 1997, khi mới 9 tuổi, Aaron Carter đã trình diễn mở màn trong đêm diễn của Backstreet Boys tại Berlin, Đức với bài hát Crush on you, cover của nhóm nhạc The Jets. Màn trình diễn tưởng chừng như là một cuộc dạo chơi này lại mở ra cho Aaron con đường đến với âm nhạc chuyên nghiệp. Ngay sau màn trình diễn đó, Carter đã lọt vào mắt xanh của các nhà sản xuất âm nhạc và anh đã thu về cho mình bản hợp đồng thu âm cho album đầu tay khi mới 9 tuổi. Mùa thu năm 1997, Carter đã phát hành single đầu tiên trong sự nghiệp của mình Crush on you. Album đầu tay của anh chính thức phát hành mang tên chính mình Aaron Carter vào ngày 1 tháng 12 năm 1997 đã thu về thành công lớn ngay lập tức. Album đã nhận được chứng nhận đĩa vàng tại nhiều nước ở Châu Âu và Bắc Mỹ như: Na Uy, Tây Ban Nha, Đan Mạch, Canada, Đức... với nhiều bản hit như: "Crush on You", "Crazy Little Party Girl" và "I'm Gonna Miss You Forever." Đến ngày 16 tháng 6 năm 1998, album được chính thức phát hành tại Mỹ và thu về hơn 1 triệu bản chỉ riêng tại Mỹ, và tổng doanh thu bán ra gần 10 triệu bản trên toàn cầu. Và cũng kể từ đây, người ta thường gọi Aaron Carter với biệt danh "Hoàng tử nhạc Pop". Khi đó Aaron Carter chỉ mới tròn 10 tuổi.

### 2000–2001:Aaron's Party (Come Get It), khởi nghiệp diễn xuất vàOh Aaron
Năm 2000, ở tuổi 12 Carter phát hành album phòng thu thứ hai mang tên Aaron's Party (Come Get It), album được chính thức phát hành tại Mỹ vào ngày 26 tháng 9 năm 2000 do hãng đĩa Jive sản xuất. Album bán được hơn 3 triệu bản chỉ riêng tại thị trường Mỹ và nhận được 3 đĩa bạch kim và 1 đĩa vàng của Hiệp hội Công Nghiệp Thu âm Hoa Kỳ RIAA. Với các bản hit "Aaron’s Party (Come Get It)", "I Want Candy", "That's How I Beat Shaq" và "Bounce", tên tuổi Carter vụt sáng khắp nước Mỹ và thế giới, các bản hit này cũng nhận lời yêu cầu phát sóng nhiều lần trên các kênh truyền hình nổi tiếng như Disney Channel và Nickelodeon. Bên cạnh đó, Carter cũng nhận lời làm khách mời thường xuyên của kênh truyền hình Nickelodeon và tham gia trình diễn mở màn cho nhiều show của Backstreet Boys và tour lưu diễn Oops!... I Did It Again của Britney Spears.
Vào tháng 3 năm 2001, Carter đã bắt đầu khởi nghiệp nghề diễn viên, anh là gương mặt nhí rất được yêu thích trên kênh truyền hình Disney. Anh tham gia diễn xuất vai khách mời trong một tập phim của loạt phim ăn khách của kênh truyền hình Disney Channel Lizzie McGuire. Cũng trong tháng 3 năm 2001, Carter kết hợp với ngôi sao tuổi teen đang lên lúc đó là Samantha Mumba biểu  diễn buổi hòa nhạc ở MGM Studios được truyền hình trực tiếp trên kênh Disney Channel, buổi hòa nhạc mang tên Aaron Carter and Samantha Mumba in Concert. Sau đó anh phát hành DVD cùng tên cũng như phát hành bản DVD của Aaron's Party: Live in Concert.. Tháng 4 năm 2001, anh tiếp tục lấn sân qua lĩnh vực mới là sân khấu khi tham gia đóng vai chính Jojo trong vở nhạc kịch Seussical ở sân khấu Broadway.
Ở tuổi 13, Carter tiếp tục thu âm album phòng thu thứ 3 của mình mang tên Oh Aaron, album được phát hành vào ngày 7 tháng 8 năm 2001 và là album đầu tiên hợp tác và song ca với anh trai Nick Carter với hai bản hit Oh Aaron và Not too young, not too old và một bài hát hợp tác với nhóm No Secrets. Sau khi album được phát hành, thì hãng sản xuất đồ chơi Play Along Toys đã sản xuất ra loạt mẫu búp bê Aaron Carter với nhiều thiết kế khác nhau nhằm chào đón việc ra mắt album thứ 3 của anh. Cũng trong năm này, album cũng được chứng nhận đĩa bạch kim đạt được thành công lớn tại Mỹ cũng như toàn cầu khẳng định vị thế vững chắc của Hoàng tử nhạc pop. Anh cũng được các khán giả tuổi teen bầu chọn là Nam nghệ sĩ được yêu thích nhất của giải thưởng Teen Choice Awards 2001. Buổi hòa nhạc live concert ở Baton Rouge, Louisiana cũng đã được phát hành dưới dạng DVD với tựa đề Oh Aaron: Live in Concert. Ngoài ra, các bản hit như "Leave It Up to Me", "A.C.'s Alien Nation", và "Go Jimmy Jimmy" cũng được sử dụng làm nhạc phim của bộ phim hoạt hình Jimmy Neutron: Boy Genius (sản xuất năm 2001).

### 2002–2008:Another Earthquake,Most Requested Hits,Saturday NightvàHouse of Carters

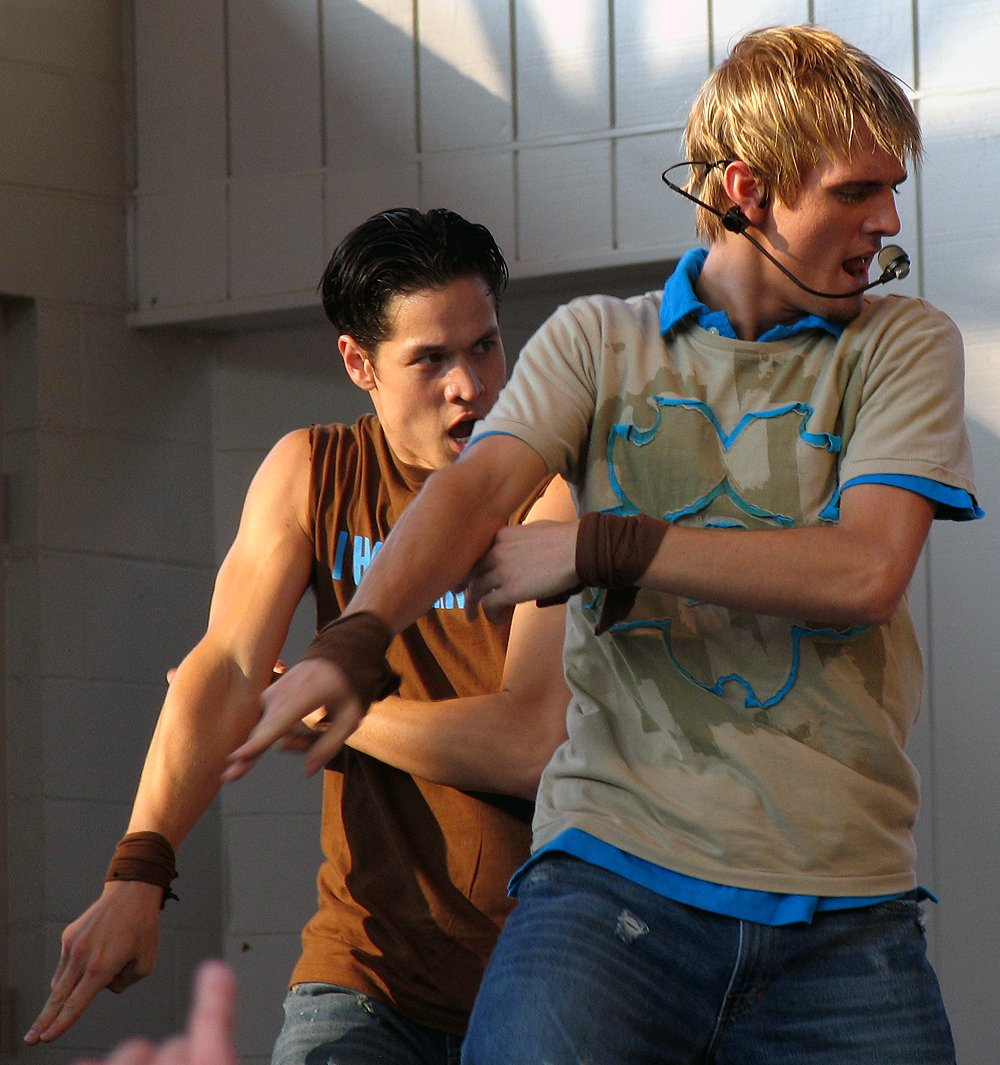
Carter biểu diễn trong năm 2005

Ngày 3 tháng 9 năm 2002 Carter phát hành album phòng thu thứ 4 của mình mang tên Another Earthquake!, trong khi đang tham gia tour lưu diễn mang tên Rock, Rap and Retro, album cũng được chứng nhận đĩa vàng và tạo được tiếng vang lớn tại Mỹ và nhiều nước trên thế giới. Các bài hit trong album bao gồmː bài hát về lòng yêu nước "America A.O." , "Keep Believing" , "To All The Girls " và đặc biệt là bản ballad ngọt ngào "Do You Remember". Sau đó, Carter tham gia diễn vai khách mời trong 3 tập của show All That trên kênh truyền hình Nickelodeon và song ca với nữ ca sĩ Kayla Hinkle bài hát "Through My Own Eyes", bài hát chủ đề trong bộ phim hoạt hình nhiều tập Liberty's Kids của kênh truyền hình PBS.
Cũng trong năm 2002, cha mẹ của Carter đã nộp đơn lên tòa án để kiện người quản lý cũ của anh là ông bầu Lou Pearlman, cáo buộc ông đã biển thủ hàng trăm ngàn đô la tiền bản quyền album Aaron Carter được phát hành bởi hãng đĩa của ông Pearlman và công ty sản xuất âm nhạc Trans Continental vào năm 1998. Ngày 13 tháng 3 năm 2003, ông Pearlman bị tòa tuyên án về tội xem thường tòa án vì đã phớt lờ lệnh của tòa án yêu cầu ông cung cấp các tài liệu liên quan đế vấn đề thanh toán tiền bản quyền. Tuy nhiên, vụ việc sau đó đã được giải quyết ngoài tòa  .
Ngày 3 tháng 11 năm 2003, Album Most Requested Hits của Carter được phát hành chính thức, đây là album tổng hợp các bài hát từ 3 album trước đó của anh cũng như bao gồm một single mới mang tên "One Better".
Hai năm sau đó, single mới "Saturday Night" của Carter được phát hành vào ngày 22 tháng 3 năm 2005, anh bắt đầu hoạt động quảng bá cho single vào mùa hè. Đĩa đơn vẫn do hãng đĩa Trans Continental và ông bầu Lou Pearlman với vai trò nhà sản xuất. Bài hát này cũng được dùng làm bài hát chủ đề cho bộ phim điện ảnh Popstar do anh đảm nhận vai chính, kịch bản phim được viết chủ yếu phần lớn dựa vào cuộc đời của chính anh như một nghệ sĩ, một ngôi sao nhạc pop. Cũng trong năm 2005, Carter cũng diễn vai khách mời trong bộ phim điện ảnh Supercross nói về cuộc đời của một tay đua mô tô. Ngoài ra Carter cũng góp mặt trong các dự án phim điện ảnh khác nhưː Fat Albert(2004), Ella Enchanted(2004) và I Want Someone to Eat Cheese With(2006).
Ngày 21 tháng 3 năm 2006, hãng đĩa Trans Continental đã đệ đơn lên tòa án cấp cao Los Angeles về việc Carter tự ý hủy bỏ hợp đồng thu âm. Tuy nhiên theo lập luận bên phía luật sư của Carter thì anh ấy ký hợp đồng thu âm vào ngày 7 tháng 12 năm 2004, tức lúc đó anh chỉ mới 17 tuổi, và theo luật pháp Mỹ thì anh có quyền hủy bỏ hoặc vô hiệu hóa các thỏa thuận khác nhau khi chưa đủ tuổi thành niên.
Tháng 7 năm 2006, Carter cùng các anh chị em trong gia đình Carter đã tham gia vào một show truyền hình thực tế mang tên House of Carters, anh và anh trai Nick Carter là đồng sản xuất của bộ phim này, được phát sóng từ tháng 10 đến tháng 11 năm 2006 trên kênh E!. Loạt phim loạt phim House of Carters kể về cuộc hội ngộ của 5 anh em nhà Carter khi họ cùng sống chung trong một căn nhà, phim cũng hé lộ những góc khuất của các thành viên trong gia đình Carter.

### 2009–2013: tham gia showDancing with the Starsvà đi lưu diễn trở lại

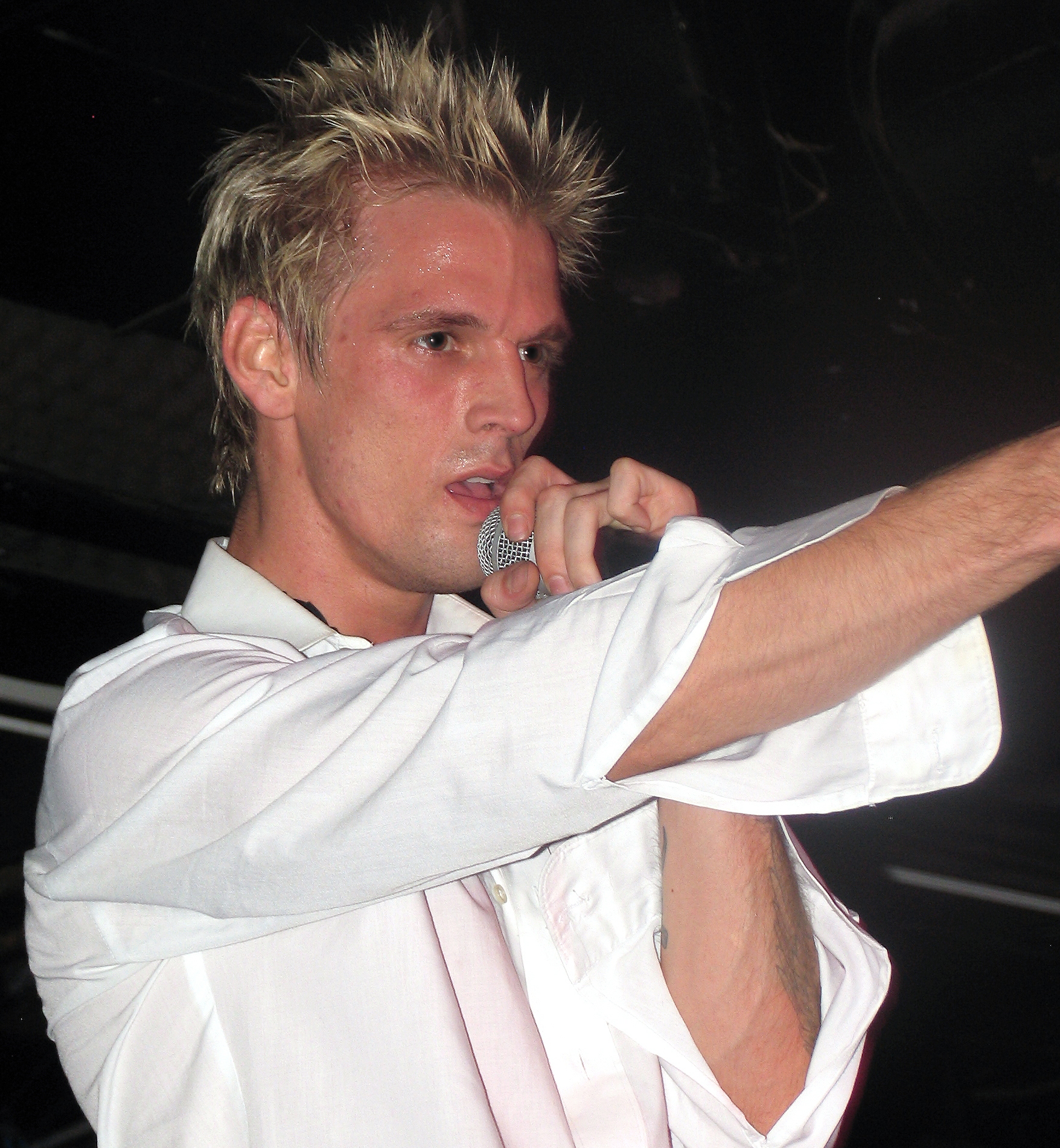
Carter biểu diễn vào ngày 30 tháng 7, 2010

Trong năm 2009, Carter tái xuất với chương trình truyền hình thực tế về khiêu vũ chuyên nghiệp Dancing with the Stars mùa thứ 9, bạn diễn của anh trong chương trình này là Karina Smirnoff, tuy nhiên anh chỉ về đích ở vị trí thứ 5, chương trình thất bại trong việc làm sống lại sự nghiệp âm nhạc đang bị trì trệ của anh.. Cũng trong thời gian đó, anh cũng phát hành một số sản phẩm âm nhạc online để thăm dò khán giả, trong đó bao gồm cả đĩa đơn "Dance with Me" hợp tác với rapper Flo Rida, tuy nhiên không thành công như mong đợi.
Ngày 23 tháng 11 năm 2011, người đại diện của Carter là ông Johnny Wright đã thông báo Carter sẽ vào trung tâm điều trịː"Aaron chỉ đơn giản đang vật lộn với các vấn đề tình cảm và tinh thần.""Điều quan trọng nhất trong cuộc sống là đừng sợ trở thành con người”. Đó là lời nhắn gửi của Aaron Carter tới người hâm mộ trong lần đầu tiên quyết định vào trại cai nghiện. Ngày 10 thán 2 năm 2011,Carter đã hoàn thành khóa cai nghiện thành công trong vòng một tháng tại trung tâm cai nghiện Betty Ford ở Rancho Mirage, California.
Ngày 7 tháng 11 năm 2011, Carter bắt đầu tham gia diễn xuất trong dự án nhạc kịch của sân khấu Broadway The Fantasticks, tại nhà hát Snapple Theater Center, thuộc thành phố New York,đây được xem vở nhạc kịch kéo dài lâu nhất thế giới, khi anh phải diễn đến 8 show trong vòng một tuần và diễn liên tục trong vòng 2 năm từ 2011 đến 2013. Carter đóng vai Matt, nhân vật trung tâm của vở kịch.
Vào tháng 1 năm 2012, Carter là một trong 8 người nổi tiếng tham gia chương trình truyền hình thực tế về ẩm thực Rachael vs. Guy: Celebrity Cook-Off  của đài Food Network, Nhưng không may là anh đã bị loại ngay tập đầu tiên của chương trình.
Năm 2013, Carter bắt đầu khởi động trở lại với chuyến lưu diễn đầu tiên mang tên  After Party Tour sau 8 năm ở ẩn.Tour diễn kéo dài từ tháng 2 đến tháng 12 năm 2013, anh đã trình diễn tổng cộng hơn 150 show tại Mỹ và Canada.

### 2014–2022:The Music Never Stopped,LovevàBlacklisted

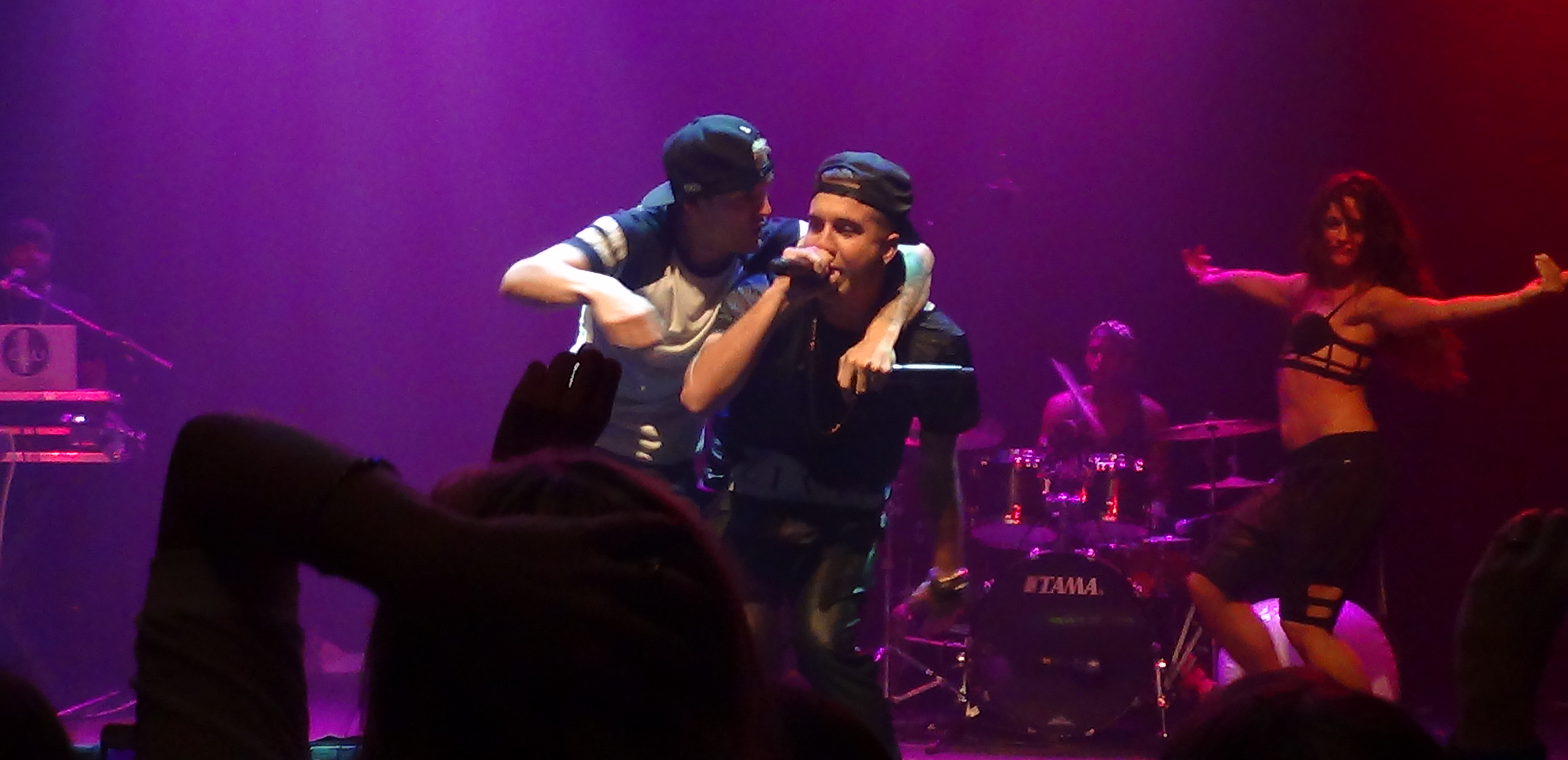
Carter trình diễn ca khúc "Ooh Wee" với rapper Pat SoLo năm 2014 ở nhà hát Gramercy Theatre, New York

Tháng 6 năm 2014, Carter bắt đầu chuyến lưu diễn vòng quanh Canada tại hơn 11 thành phố, anh đã trình diễn các bài hát mới trong album sắp tới của mình.Carter cũng tổ chức tour vòng quanh thế giới mang tên "Wonderful World Tour" và đặc tên cho album sắp tới là "Wonderful World". Chuyến lưu diễn diễn ra trong vòng 50 ngày, bắt đầu từ tháng 9 năm 2014 đến tháng 1 năm 2015. Tháng 7 cùng năm, Carter cũng nhận lời làm khách mời trong show Good Day L.A., anh đã trình làng ca khúc mới mang tên "Ooh Wee", hợp tác với nam rapper Pat SoLo. Tháng 2 năm 2015, Carter tiếp tục cho ra mắt The Music Never Stopped dưới dạng đĩa EP (đĩa mở rộng) thông qua ứng dụng SoundCloud.
Vào ngày 31 tháng 1 năm 2016, Carter phát hành video ca nhạc "Curious" dưới cái tên Kid Carter, anh là đồng đạo diễn của video ca nhạc này, hợp tác với Michael D. Monroe của công ty truyền thông MDM Media và Ben Epsteiɲ.
Tháng 4 năm 2016, Carter phát hành đĩa đơn mang tên "Fool's Gold". Đĩa đơn tiếp theo là "Sooner or Later" được phát hành vào tháng 1 năm 2017. Cả hai ca khúc này đều được xuất hiện trong đĩa EP của Aaron Carter mang tên Love, đĩa EP này được phát hành vào 1 tháng sau đó. Các bài hát này đều do Carter đồng sáng tác cùng với các nhạc sĩ khác nhưː Jon Asher, Melanie Fontana, Taylor Helgeson và Michel Schulz, đĩa EP do chính Aaron Carter tự sản xuất kết hợp với công ty đĩa hát Rakkaus Records. Ngày 16 tháng 2 năm 2018, Album Love - album phòng thu thứ 5 của Aaron Carter chính thức được phát hành sau 16 năm rời xa âm nhạc, mặc dù album không được đón nhận như thời hoàng kim nhưng các ca khúc mới trong album vẫn thu hút hàng chục triệu lượt nghe trên các nền tảng nghe nhạc trực tuyến như Spotify, Itune...
Album cuối cùng cũng là album phòng thu thứ 6 trong sự nghiệp âm nhạc của Carter mang tên Blacklisted ban đầu dự kiến sẽ được phát hành vào đúng ngày sinh nhật lần thứ 35 của anh (ngày 7 tháng 12 năm 2022), tuy nhiên sau khi anh chết khoảng 2 ngày nó được phát hành trái phép trên một số nền tảng âm nhạc trực tuyến. Tuy vậy, hiện tại album đã bị gỡ xuống và bên phía gia đình và người đại diện của anh chưa ấn định ngày phát hành album cuối cùng  sau cái chết đột ngột của Carter.

## Đời tư

### Các mối quan hệ: rắm rối và phức tạp
Aaron Carter lúc sinh thời là một người đào hoa đa tình, anh trải qua nhiều mối tình nhưng không có kết quả tốt đẹp. Mối tình đáng nhớ nhất trong đời của Carter phải kể đến chuyện tình tay ba đình đám của anh với hai ngôi sao tuổi teen xinh đẹp Hilary Duff và Lindsay Lohan, chuyện tình tay ba này một thời tốn hao rất nhiều giấy mực của báo chí lẫn sự quan tâm của người hâm mộ trên khắp thế giới vì lúc đó họ là ba ngôi sao tuổi teen nổi bật nhất tại Hollywood. Năm 2000, Carter gặp gỡ và quen biết Hilary Duff trên phim trường Lizzie Mcguire, sau đó họ chính thức hẹn hò trong tiệc sinh nhật lần thứ 13 của Carter. Ban đầu, chuyện tình của hai ngôi sao tuổi teen này từng rất được fan hâm mộ  ủng hộ và là hình mẫu cặp đôi lý tưởng. Tuy nhiên, sau đó mối tình này đã kết thúc vào năm 2004 khi Aaron Carter đã lén lút qua lại với Lindsay Lohan sau lưng bạn gái. Mãi sau này, Aaron Carter mới thừa nhận việc “bắt cá hai tay” gây tổn hại đến tình cảm giữa anh và Hilary Duff và mong muốn hàn gắn lại tình cảm với bạn gái cũ nhưng bất thành. Năm 2014, anh đã đăng lên mạng xã hội Twitter với mong muốn quay lại với Hilary Duff: "Tôi sẽ dành phần đời còn lại của mình để cố gắng hoàn thiện bản thân hơn để quay lại với cô ấy". Đáp lại, cô đã khước từ vì nghĩ mọi chuyện đã qua lâu và họ không còn quen nhau nữa.
Ngày 17 tháng 9, 2006, khi mới 18, Carter đã quyết định đính hôn với cựu hoa hậu Playboy, người mẫu Kari Ann Peniche. Anh đã cầu hồn cô trên sân khấu khi đang biểu diễn taị Resort Palms Casino ở Las Vegas. Tuy nhiên, sáu ngày sau anh quyết định hủy hôn và tuyên bố đó là quyết định quá bốc đồng và hấp tấp..
Năm 2016, anh bắt đầu hẹn hò với nhiếp ảnh gia Madison Parker. Cô đã cùng anh đi tour khắp nước Mỹ, cũng như đồng hành cùng anh trong những ngày tháng khó khăn nhất trong cuộc đời khi anh bị cảnh sát bắt giữ vì tội tàng trữ cần sa và chống người thi hành công vụ. Aaron Carter từng lên kế hoạch kết hôn với Madison Parker. Tuy nhiên, đến tháng 8 năm 2017 cả hai đã đường ai nấy đi sau khi anh công khai mình là người lưỡng tính.
Carter quyết định công khai mình là người lưỡng tính vào ngày 7 tháng 8 năm 2017 thông qua một bài đăng trên trang cá nhân của mạng xã hội Twitter, tiếp đó, đến ngày 8 tháng 12 cùng năm, anh tham gia làm khách mời trong một podcast với chủ đề LGBTQ&A để thảo luận về sự nghiệp và giới tính của anh. Anh cho biết từ năm 12 tuổi đã biết mình là người lưỡng tính và tái khẳng định mặc dù công khai mình là người lưỡng tính nhưng các mối quan hệ trong quá khứ đều là phụ nữ.
Năm 2018,  Aaron Carter đã tìm được bến đỗ mới, đó là mỹ nhân bốc lửa Lina Valentina. Chỉ hai tháng sau, Lina Valentina thông báo đã mang thai và Aarron Carter đang chuẩn bị cầu hôn bạn gái. Tuy nhiên một lần nữa, chuyện tình cảm của anh lại lận đận và họ chia tay  một năm sau đó do bất đồng quan điểm.
Những năm cuối đời, Aaron Carter có mối quan hệ phức tạp với nhà tạo mẫu tóc gốc Bulgari Melanie Martin. Họ công khai hẹn hò từ tháng 1 năm 2020. Chuyện tình trải qua nhiều thăng trầm, Aaron Carter từng tố cáo bị bạn gái bạo hành, xô xát chỉ sau vài tháng bên nhau.Sau khi chia tay Melanie Martin,Carter hẹn hò với người mẫu Viktoria Alexeva trong thời gian ngắn, sau đó cả hai lại chia tay và quay lại với người tình cũ  Melanie Martin.  Cả hai làm lành khi Aaron cầu hôn cô vào giữa năm 2020 và mua tặng cô chiếc nhẫn kim cương trị giá 80 nghìn USD làm vật đính ước. Ngày 22 tháng 11 năm 2021, họ chào đón con trai đầu lòng, đặt tên là Prince Lyric Carter. Sau thời gian êm ấm, cả hai tiếp tục xung đột. Chỉ một tuần sau khi hạ sinh Prince, Carter tuyên bố đường ai nấy đi với Martin. Đến tháng 2 năm 2022, Carter mất quyền nuôi con sau khi bị buộc tội làm Melanie Martin chấn thương, gãy xương sườn. Trước khi mất, Carter tham gia một chương trình cai nghiện tự nguyện tại các trung tâm cai nghiện ma túy với hy vọng giành lại quyền nuôi con.

### Tài chính
Aaron Carter từng kiếm được hơn 200 triệu đô la khi chưa đầy 18 tuổi. Tuy nhiên cha mẹ anh là người kiểm soát tài chính của anh và họ thường xuyên cãi vã tranh chấp tài sản của con trai và cuối cùng ly dị vào năm 2003 để phân chia tài sản. Cũng trong năm 2003, Aaron Carter đã khởi kiện cha mẹ anh là ông bà Jane và Robert Carter. Carter tuyên bố mẹ anh đã lấy đi 100.000 đô la Mỹ từ thu nhập của anh mà không xin phép.  Carter cho biết: "Tôi chỉ nhận được khoảng 2 triệu đô khi tôi vừa tròn 18 tuổi. Lẽ ra tôi nên có ít nhất 20 triệu đô trong tài khoản. " Năm 2005, khi vừa bước qua tuổi 18 tuổi  Carter đã phát hiện mình bị nợ 4 triệu tiền thuế vì cha mẹ của anh đã trốn thuế trên thu nhập mà anh kiếm được. Thu nhập của anh giúp họ mua được 15 căn nhà và 30 chiếc xe, tuy nhiên anh không nhận được bất cứ lợi nhuận nào khi họ rao bán nhà để phân chia tài sản Năm 2009,Carter bị sở thuế vụ Mỹ truy thu hơn 1 triệu đô la Mỹ (số nợ tính từ năm 2003). Đến ngày 22 tháng 11 năm 2013, Carter nộp đơn xin phá sản và công khai khoản nợ lên tới 3,5 triệu đô la Mỹ từ các khoản thuế chưa được thanh toán từ thời kỳ đỉnh cao của mình đều do cha mẹ quản lý. Sau đó, anh phải đứng ra trả hết các khoản nợ để cha mẹ thoát khỏi án tù. Tuy nhiên, sau một thời gian chăm chỉ đi tour, đến năm 2014 anh gây bất ngờ khi đã xử lý hết toàn bộ khoản nợ thuế này. Carter từng chia sẻ anh từng bị cha anh là ông Bob Carter dí súng vào đầu bắt anh phải ký vào tờ séc giúp ông khoản trả nợ 256,000 đô la Mỹ, vụ việc này khiến cho một bên tai của anh bị điếc 70%.
Tháng 2 năm 2019, Carter mua căn nhà ở Lancaster, California với giá khoảng 700,000 đô la Mỹ.
Trước khi qua đời Carter có khoản 550,000 đô la bao gồm bất động sản và tài sản cá nhân cùng với và căn nhà đang rao bán ở Lancaster, California với giá gần 800,000 đô la.

### Vấn đề sức khỏe
Từ sau khi cha mẹ ly dị vào năm 2003, Aaron Carter bị suy sụp về tinh thần nghiêm trọng. Trong nhiều năm, anh phải vật lộn với chứng nghiện chất kích thích, ma túy và những chứng bệnh về sức khỏe tâm thần. Đây cũng là hai trong số nhiều nguyên nhân khiến Carter trượt dốc sự nghiệp và lâm vào khủng hoảng cuộc sống. Những điều này được cho là bắt nguồn từ những tổn thương tâm lý từ chuyện cha mẹ ly hôn, cha qua đời, chị gái qua đời.... Tháng 9 năm 2017, Carter xuất hiện trong chương trình talkshow về sức khỏe The Doctors để thảo luận về sự chú ý của công chúng do vẻ ngoài hốc hác của anh và các vụ bắt giữ liên quan đến ma túy. Trong chương trình, các bác sĩ đã làm một loạt xét nghiệm cho Carter và anh không bị ung thư hay bất kỳ bệnh lây truyền qua đường tình dục nào, nhưng anh đã bị nhiễm  nấm candida, đây có thể là dấu hiệu làm cho hệ thống miễn dịch bị suy yếu. Các kết quả xét nghiệm cho thấy Aaron Carter dương tính với cần sa, hydrocodone và benzodiazepine (các loại thuốc giảm đau, an thần gây nghiện). Ngoài ra các bác sĩ cũng kết luận anh bị suy dinh dưỡng, thiếu cân do chứng biếng ăn vì trầm cảm và mắc một số bệnh rối loạn tiêu hoá khác. Aaron được khuyên nên đến các trung tâm điều trị và có nhân viên y tế chăm sóc. Sau đó Carter đã đến trung tâm điều trị Alo House ở Malibu, Carlifornia. Việc phải đối diện với những cú sốc lớn liên tục như cha qua đời hay chia tay với người yêu lâu năm khiến Carter không thể kiểm soát được hành vi, cân nặng của mình. Sau đợt điều trị, tháng 2 năm 2018,  Carter thông báo đã đạt số cân nặng lý tưởng là 72 kg (khoảng 160 lb) .
Đến năm 2019, Carter lại tái ngộ chương trình The Doctors, lần này anh tiết lộ rằng bác sĩ đã chẩn đoán anh mắc các chứng bệnh về tâm thần nhưː trầm cảm, rối loạn đa nhân cách, tâm thần phân liệt, rối loạn lo âu và hưng cảm (rối loạn lưỡng cực) và đang uống thuốc theo đơn của bác sĩ. Đến tháng 11 cùng năm, Carter phải nhập viện điều trị vì kiệt sức do chạy show quá nhiều.

### Các Scandal liên quan đến pháp luật
Ngày tháng 2 2008, Carter bị bắt tại Quận Kimble, thuộc tiểuu bang Texas vì tội lái xe vượt quá tốc độ và tàng trữ cần sa trong xe.
Đến ngày 15 tháng 7 năm 2017, Carter lại tiếp tục bị bắt ở tiểu bang Georgia vì tình nghi lái xe quá tốc độ và tàng trữ lượng cần sa nhỏ. Sau đó, vào ngày 19 tháng 10 năm 2021 anh phải thi hành án phạt của tòa án và buộc phải thực hiện nghĩa vụ cộng đồng cũng như đóng tiền phạt và án phí 1,500 đô la Mỹ.
Ngày 12 tháng 8 năm 2019, Carter đã được tòa án ban lệnh cấm lại gần anh đối với bạn gái cũ, người mẫu gốc Nga Lina Valentina sau khi cô này đe dọa đâm anh và tấn công anh. Ngày 29 tháng 3, bạn gái của Carter là Melanie Martin đã bị bắt ở Los Angeles vì bạo hành anh tại nhà riêng của nam ca sĩ ở quận Lancaster, bang California, phải nhờ cảnh sát can thiệp. Sau đó, Martin phải đóng mức phí 50.000 đô để được tại ngoại. Đến ngày 15 tháng 9 năm 2022, Carter lại tiếp tục tố cáo cô Martin vì tội ăn cắp đồng hồ và túi hàng hiệu của anh cũng như cáo buộc cô đã bán những vật có giá trị mà anh tặng cô bao gồm cả nhẫn đính hôn, vụ việc cũng phải nhờ đến cảnh sát can thiệp để buộc cô Martin rời khỏi căn hộ của Carter.

### Mâu thuẫn với người thân
Carter có mối quan hệ đầy sóng gió và phức tạp với các anh chị em ruột và nhiều lần nổ ra tranh cãi trên mạng xã hội. Đến ngày 19 tháng 9 năm 2019, Carter đã cáo buộc người chị gái đã qua đời của mình là ca sĩ Leslie Carter đã cưỡng hiếp và lạm dụng tình dục anh từ năm 10 đến 13 tuổi.Sự việc này xảy ra khi chị anh không chịu dùng thuốc điều trị hội chứng rối loạn tâm lý lưỡng cực. Anh cũng tố cáo bị hai vũ công lạm dụng tình dục từ năm 8 tuổi và bị anh trai Nick Carter lạm dụng cả cuộc đời, trong đó anh cũng ám chỉ Nick từng lạm dụng một thành viên nữ trong gia đình.
Trước đó, vào ngày 17 tháng 9 cùng năm, Nick Carter và chị gái song sinh của Aaron Carter là Angel Carter đã xin tòa án ban lệnh cấm Aaron Carter lại gần vì cho rằng tâm lý của anh bất ổn và từng có ý định giết vợ đang mang thai của Nick. Tuy nhiên, Aaron Carter phủ nhận các cáo buộc trên mạng xã hội Twitter và cho biết mình từng bị người thân ngược đãi nhiều năm cũng như tố ngược lại anh trai là kẻ hiếp dâm, từng dâm ô với cô gái 15 tuổi.

## Qua đờiː cái chết rúng động Hollywood
Vào ngày 5 tháng 11 năm 2022, Aaron Carter đã đột ngột qua đời  tại nhà riêng ở quận Lancaster, bang California, anh qua đời khi chỉ mới 34. Thi thể của anh được người giúp việc tìm thấy trong bồn tắm. Nguyên nhân cái chết cho đến nay vẫn chưa xác định được. Các bác sĩ giám định pháp y đã khám nghiệm tử thi vẫn chưa tìm ra nguyên nhân, đồng thời phải chờ báo cáo chất độc học. Tuy nhiên nhiều khả năng có liên quan đến chất kích thích và tiền sử chấn thương tâm lý nặng nề của Carter vì cảnh sát tìm thấy nhiều lon khí nén và lọ thuốc kê theo đơn trong phòng ngủ và phòng tắm của anh.
Cái chết đột ngột của Aaron Carter đã làm rúng động cả Hollywood và truyền thông Mỹ lẫn quốc tế. Cái chết của anh trở thành tâm điểm trên các mạng xã hội cũng như các hãng thông tấn xã lớn đều đồng loạt đưa tin về cái chết của anh. Nhiều sao Hollywood cũng đồng loạt gửi lời chia buồn trong đó có hai người tình cũ của anh là Hillary Duff và Linsday Lohan.
Ngày 9 tháng 11 năm 2022, thi thể của Aaron Carter đã được đem đi hỏa táng chỉ sau 4 ngày anh qua đời. Chị gái của anh Angel Carter hiện là người giữ tro cốt. Theo giấy chứng tử,  người đầu tiên được thông báo về sự ra đi của Carter là bà Jane Schneck (trước đây là họ Carter). Gia đình cũng cho biết sẽ rải tro cốt của anh xuống biển Florida Key ở bang Floria (quê nhà của anh) vào mùa xuân năm 2023. Một phần tro cốt sẽ được trộn lẫn với tro cốt của chị gái của anh Leslie Carter, phần còn lại sẽ được cất giữ cho đến khi bà Jane qua đời sẽ được chôn cất cùng nhau.
Do Aaron Carter không để lại di chúc khi qua đời nên theo quyết định của tòa án bang California thì toàn bộ tài sản của Aaron Carter đều thuộc về con trai duy nhất của anh là bé Prince Lyric Carter (sinh ngày 22 tháng 11 năm 2021, 1 tuổi) với tổng tài sản cá nhân và đầu tư bất đầu sản trị giá 550,000 đô la Mỹ và căn nhà hiện tại đang rao bán được định giá 800,000 đô la. Gia đình đã ủy quyền cho chị gái song sinh của anh là Angel Carter làm đơn xin quản lý toàn bộ tài sản của anh cho đến khi Prince Carter tròn 18 tuổi.
Ngày 18 tháng 4 năm 2023, sau năm 5 tháng qua đời, cơ quan y tế quận Los Angeles (Mỹ) công bố nguyên nhân cái chết của Aaron Carter từ kết quả phân tích chất độc. Carter được xác nhận qua đời do đuối nước trong bồn tắm sau khi hít khí nén và uống alprazolam (một loại thuốc điều trị trầm cảm).

## Các album đã phát hành
Chi tiết tạiː Danh sách album của Aaron Carter

### Album phòng thu
- Aaron Carter (1997)
- Aaron's Party (Come Get It) (2000)
- Oh Aaron (2001)
- Another Earthquake! (2002)
- Love (2018)
- Blacklisted (chưa ấn định ngày phát hành)

## Tour lưu diễn
Live concert
- Party Tour (2000–2001)
- Aaron's Winter Party (2002)
- Rock, Rap and Retro Tour (2002)
- Jukebox Tour (2003–2004)
- Remix Tour (2005)
- After Party Tour (2013)[77]
- Aaron Carter's Wonderful World Tour (2014)[78]

Các concert kết hợp với nghệ sĩ khác
- Kids Go Music Festival (1998) (cùng với Take 5, No Authority và 911)
- Kids Go Christmas Festival (1998) (với R&B)
- All That! Music and More Festival (1999) (cùng với Monica, 98 Degrees, B*Witched, Tatyana Ali, 3rd Storee và No Authority)[79]
- Radio Disney Live! 2001 World Tour (2001) (cùng với Krystal Harris, Hoku, Baha Men, Myra, True Vibe, Jump5, Brooke Allison, Plus One, Kaci, Play và A-Teens)
- Pop 2000 Tour (2018–2020)[80]

Diễn mở màn
- Backstreet Boys: Live In Concert Tour (1997) (tại Đức, Thụy Sĩ, Áo)[81]
- Backstreet's Back Tour (1998) (tại Mỹ, Canada)[82]
- Oops!... I Did It Again Tour (2000) (tại Anh, Đức)

Tour lưu diễn quảng bá album
- Eurasian Tour (1998)[81]
- Australian Tour (2000) [81]
- Wal-Mart Promo Tour (2000)[81]

## Các phim đã tham gia

### Điện ảnh
| Năm  | Tựa đề                            | Vai diễn       | Ghi chú                                             |
| ---- | --------------------------------- | -------------- | --------------------------------------------------- |
| 2004 | Fat Albert                        | Darren/Đứa trẻ |                                                     |
| 2004 | Ella Enchanted                    |                | giọng ca nam chính trong bài hát "Somebody to Love" |
| 2005 | Popstar (Ngôi sao nhạc Pop)       | JD McQueen     | đã phát hành DVD                                    |
| 2005 | Supercross                        | Owen Cole      |                                                     |
| 2006 | I Want Someone to Eat Cheese With | Marty          |                                                     |
| 2014 | College Fright Night              | Brian          | Vai diễn điện ảnh cuối cùng                         |

### Truyền hình
| Năm  | Tựa đề                                              | Vai diễn            | Ghi chú                                         |
| ---- | --------------------------------------------------- | ------------------- | ----------------------------------------------- |
| 1998 | Figure It Out                                       | Chính mình          | 1 tập                                           |
| 1999 | Zoom                                                | Chính mình          | 1 tập                                           |
| 2001 | Lizzie McGuire                                      | Chính mình          | tập phim: "Here Comes Aaron Carter"             |
| 2001 | Rocket Power                                        | Clutch Kroemer      | Lồng tiếng;tập phim: "Legends and Their Falls"  |
| 2001 | Sabrina the Teenage Witch (Sabrina cô phù thủy nhỏ) | Chính mình          | Tập phim: "Beach Blanket Bizarro"               |
| 2002 | 48 Hours Mystery                                    | Chính mình          | 1 tập                                           |
| 2002 | Liberty's Kids                                      | Joseph Plumb Martin | Lồng tiếng; 2 tập                               |
| 2003 | Family Affair                                       | Liam Martin         | Tập phim: "Sissy's Big Fat Moroccan First Date" |
| 2004 | 7th Heaven                                          | Harry               | 2 tập                                           |
| 2005 | Penn & Teller: Off the Deep End                     | Chính mình          |                                                 |
| 2006 | House of Carters                                    | Chính mình          | 8 tập; diễn viên kiêm nhà sản xuất              |
| 2007 | Grand Stand                                         | Mitch               |                                                 |
| 2009 | Dancing with the Stars                              | chính mình          | xếp ở vị trí thứ 5 chung cuộc                   |
| 2014 | I Heart Nick Carter                                 | chính mình          | 1 tập                                           |
| 2016 | Life or Debt                                        | chính mình          |                                                 |
| 2016 | Angie Tribeca                                       | P.T. Cruiser        | tập phim: "Boyz II Dead"                        |
| 2017 | The Doctors                                         | chính mình          |                                                 |
| 2019 | Marriage Bootcamp: Reality Stars Family Edition     | chính mình          | 10 tập                                          |
| 2022 | Group                                               |                     | chưa phát sóng                                  |